# The Assembly
The Assembly fue un proyecto británico de synth pop, conformado por el tecladista Vince Clarke, el productor Eric Radcliffe y el cantante Feargal Sharkey como invitado.

## Historia
Con muy pocos años en la industria discográfica, el músico Vince Clarke ya había conocido el éxito como cofundador, compositor e integrante de Depeche Mode, del cual fue responsable de la mayoría de composiciones de su álbum debut Speak & Spell de 1981. Pero la masividad llegaría al formar sociedad con la cantante Alison Moyet para crear Yazoo. Los discos Upstairs at Eric's (1982) y You and Me Both (1983) contaron con éxito pero el dúo no prosiguió. Entonces, Clarke decidió realizar un proyecto junto con el productor Eric Radcliffe, con quien ya había trabajado en Yazoo, y de hecho se hubiera también encargado de la ingeniería de Speak & Spell y de A Broken Frame, segundo álbum de Depeche Mode.

La idea era crear todo un álbum con composiciones propias y con diferentes cantantes, así se formó The Assembly. Se contactaron con Feargal Sharkey, excantante de The Undertones, una banda de punk y editaron el sencillo Never Never. El sencillo, que también incluía el instrumental Stop/Start como lado B, fue un gran éxito llegando a colocarse en el puesto número 4 en listas británicas.

Según gacetillas de la época, se llegaron a grabar otros temas, entre ellos, uno instrumental llamado See Heart -del cual circulan algunos audios en internet- y otro con la voz de Ruby James, quien pertenecía al sello Reset Records (de Vince Clarke y Eric Radcliffe) y que más tarde prestaría su voz para coros en el álbum Erasure.

No obstante nunca llegaron a editar nada de esto y el proyecto de álbum también quedó truncado.

Dos años más tarde, en 1985, Vince Clarke lanzaría otro sencillo aislado con Paul Quinn y meses más tarde entraría en contacto con Andy Bell para formar Erasure.